# Hildegard Zenker
Hildegard Zenker (* 20. Oktober 1909 in Weißenfels; † 1999 in Berlin) war eine deutsche Fotografin.

## Leben und Werk
Hildegard Zenkers Vater besaß eine Drogerie und ein Fotogeschäft. Die Tochter besuchte zunächst das Lyzeum und absolvierte dann eine Ausbildung an der Fotografischen Lehranstalt des Lette-Vereins in Berlin. Ihre Meisterprüfung legte sie in Halle an der Saale ab; anschließend bildete sie sich ein Jahr lang in England weiter.
Hildegard Zenker machte in den 1940er Jahren Karriere als Bildberichterstatterin. Viele ihrer Aufträge erhielt sie vom Deutschen Verlag, dem ehemaligen Ullstein Verlag. Ihre Bilder wurden oft in der Berliner Illustrirten Zeitung und im Silberspiegel veröffentlicht. Das Deutsche Rote Kreuz beauftragte sie mit Aufnahmen in Lazaretten an der Ostfront.
Nach dem Ende des Zweiten Weltkrieges und nach sowjetischer Gefangenschaft arbeitete Zenker für die Neue Berliner Illustrierte. Dort erschien z. B. 1946 ihre Serie Die Frauen von Leuna. Außerdem arbeitete sie für Die neue Demokratie im Bild. Diese Zeitschrift erschien in der französischen Besatzungszone. Für die Quick schoss sie 1948 in der Zeit der Luftbrücke Bilder in Berlin. Sie arbeitete auch für den Berliner Tagesspiegel. Die Abteilung „Künstler*innen-Archive“ der Berlinischen Galerie betreut Zenkers Nachlass.
Hilde Zenker war mit dem zwanzig Jahre älteren Pfarrer, Lehrer und Journalisten Otto Buchholz verheiratet. Die Ehe endete nach Aussage einer Nichte der Fotografin 1947 mit einer Scheidung. Diese Angabe passt allerdings nicht ganz zu einer Biographie Buchholz’, laut der dieser schon vor der Machtübernahme der Nationalsozialisten zum ersten Mal geschieden worden, 1949 aber „ein zweites Mal verheiratet“ gewesen sein soll.
Ihr Atelier hatte Hildegard Zenker in der Ludwigskirchstraße 10a in Berlin.
1992 erhielt sie ein Ehrenstipendium des Landes Berlin, 2009/10 wurde eine Ausstellung ihrer Werke in der Kunststiftung Poll gezeigt.